# Pszonacznik wschodni
Pszonacznik wschodni (Conringia orientalis) – gatunek rośliny należący do rodziny kapustowatych. Rośnie dziko w północnej Afryce, na znacznej części Azji (Azja Zachodnia, Środkowa, Kaukaz) i w Europie, poza tym został zawleczony do Ameryki. W polskiej florze jest archeofitem. Występuje w południowej części Polski. Na wielu stanowiskach prawdopodobnie wyginął. Na początku XXI wieku opisywany był jako liczny między Puławami a Sandomierzem oraz między Klonowem a Dosłońcem. 

## Morfologia
ŁodygaWzniesiona, ulistniona, naga, o wysokości 15–65 cm.
LiścieNagie, sinozielone, owoszczone, podłużnie jajowate, całobrzegie, zaokrąglone na końcach, siedzące i swoją sercowatą nasadą obejmujące łodygę.
KwiatyO średnicy do 15 mm, zebrane w szczytowe grono. Cztery działki kielicha osiągają ok. 7 mm długości, przy czym para działek zewnętrznych ma nasadę nieco rozdętą. Płatki korony osiągają do 12 mm długości i są żółtawe.
OwocOdstające skośnie ku górze łuszczyny na szypułkach do 1 cm. Sam owoc ma 9–10 cm długości i 2 mm grubości i jest czworogroniasty. Zwieńczony jest grubym i długim na ok. 2 mm dzióbkiem. Klapy z pojedynczą wiązką przewodzącą. Nasiona mają długość do 2,2 mm.

## Biologia i ekologia
Roślina jednoroczna. Roślina segetalna. Rośnie na polach w uprawach zbożowych na rędzinach wytworzonych na wapieniach. Gatunek charakterystyczny dla zespołu Caucalido-Scandicetum. Kwitnie od maja do czerwca. Liczba chromosomów 2n = 14.

## Zagrożenia i ochrona
Gatunek umieszczony jest w Polskiej Czerwonej Księdze Roślin (2001) w kategorii EN (zagrożony). W wydaniu z 2014 roku posiada kategorię CR (krytycznie zagrożony). Znajduje się także na Czerwonej liście roślin i grzybów Polski w kategorii E (wymierający - krytycznie zagrożony). W wydaniu z 2016 roku otrzymał kategorię CR (krytycznie zagrożony).